# Cylindrocline
Cylindrocline là một chi thực vật có hoa trong họ Cúc (Asteraceae).

## Loài
Chi Cylindrocline gồm các loài: